# Fortbildungsverein für Arbeiter

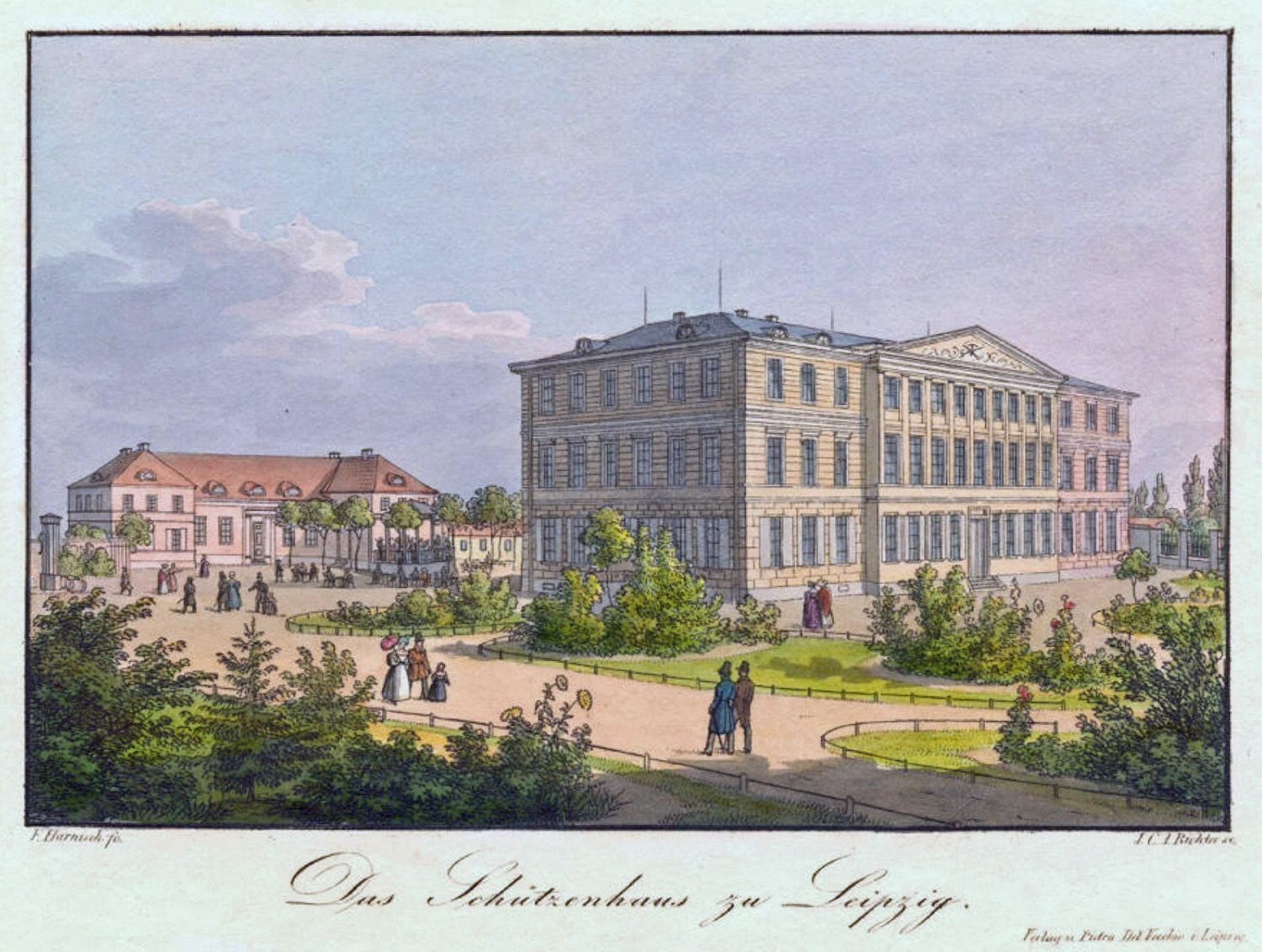
Das Schützenhaus kurz nach seiner Erbauung

Der Fortbildungsverein für Arbeiter war die Nachfolgeorganisation des Leipziger Arbeiterbildungsvereins.

## Geschichte

### Fortbildungsverein für Arbeiter
Nach Erlassung des Sozialistengesetzes im Oktober 1878 und des damit verbundenen Verbots des Arbeiterbildungsvereins fand am 17. Februar 1879 im Alten Schützenhaus, des späteren Leipziger Krystallpalastes, die Gründung eines Fortbildungsvereins für Arbeiter statt. Den Vorsitz übernahm der Jurist Emil Otto Freytag, der 1872 August Bebel und Wilhelm Liebknecht im Leipziger Hochverratsprozess verteidigte. Als zweiter Vorsitzender fungierte der Maler und Lackierer Heinrich Christoph Friedrich Bosse. Dessen Bemühungen, die beschlagnahmten Bibliotheksbestände des Arbeiterbildungsvereins zu erwerben, scheiterten, sodass er abermals die Bestände neu aufbauen musste. Unter anderem mit Spenden aus der Arbeiterschaft wurde eine neue Bibliothek eingerichtet, die 1881 über 574 Bände verfügte.
Ein geeignetes Vereinslokal fand man nach längerem Suchen und Annoncieren in der Tonhalle, später Sanssouci. Das Vereinslokal des Arbeiterbildungsvereins stand noch leer, man wollte aber jeden Schein der Fortsetzung des Vorgängervereins vermeiden. Man wusste aus einer Akte, dass man von der Polizei beobachtet wird. Im Juni 1881, als der kleine Belagerungszustand über Leipzig verhängt und viele Sozialdemokraten ausgewiesen wurden, übernahm Bosse das Amt des ersten Vorsitzenden. Zu vielen Unannehmlichkeiten des Belagerungszustandes kam noch dazu, dass der Wirt der Tonhalle dem Verein kündigte. Nach mehreren Umzügen fand man 1885 ein geeignetes Lokal in der Kurprinzstraße 19.
Außer Kursen für Rechnen, Buchführung, Rhetorik und Fremdsprachen organisierte Bosse Vorträge zu kunsthistorischen, literatur- und naturwissenschaftlichen Themen und schrieb auch kleine Theaterstücke, die vielfach aufgeführt wurden. Sein Ziel war es, das Bildungsniveau der Arbeiter zu erhöhen.

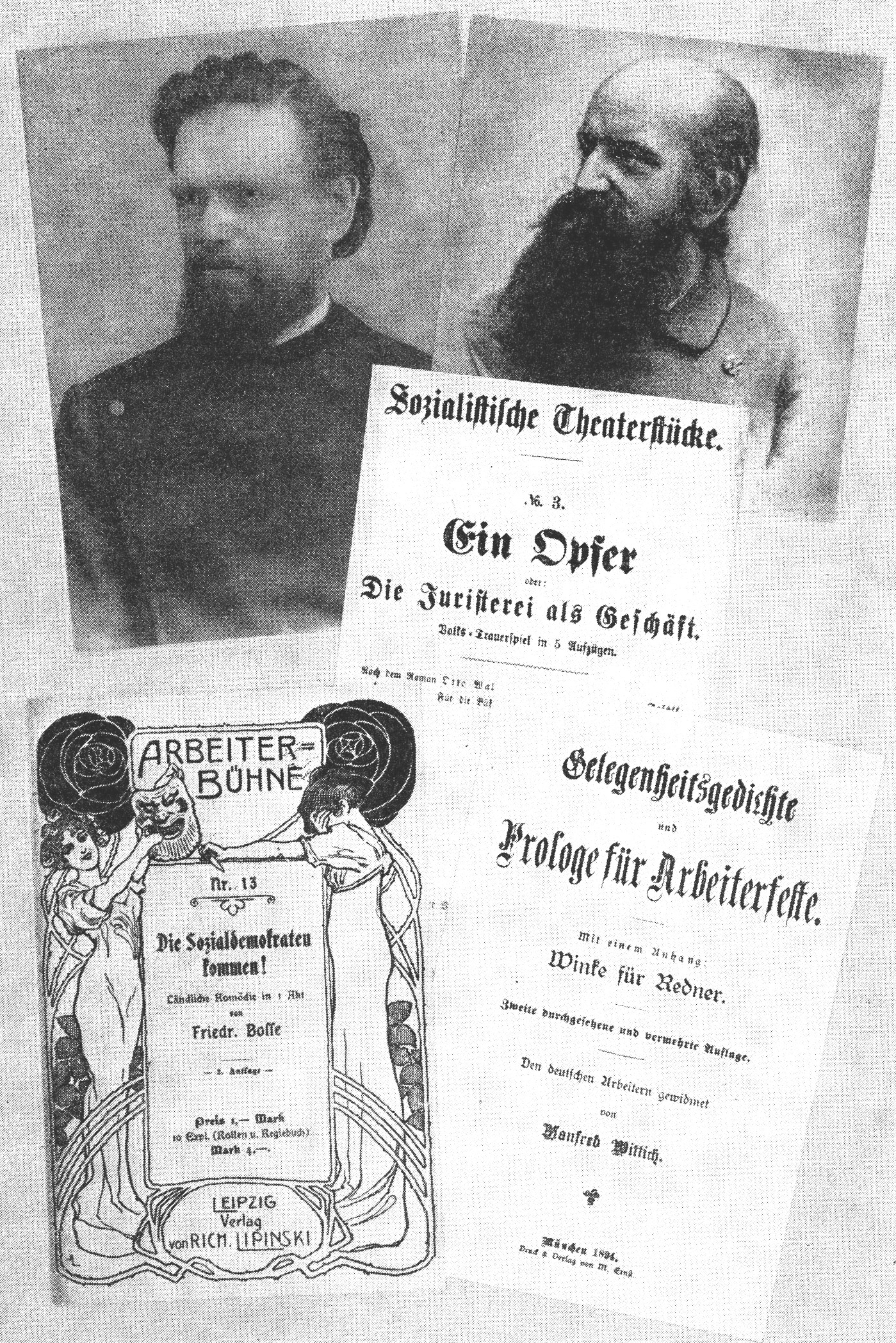
Friedrich Bosse links und Manfred Wittich mit Titelblättern

Der Vorstand war bestrebt, auch auswärtige Redner in Leipzig Vorträge halten zu lassen. Aus Dresden kam Manfred Wittich, dem nach einer Festrede ein Mundverbot ausgesprochen wurde. Nachdem Wittich in Leipzig nicht mehr reden durfte, machte ihm der Vorstand den Vorschlag, dem Verein anderweitig zu helfen. Der Versuch gelang: Am Reformationsfest konnte sein Werk Ulrich von Hutten in der Tonhalle aufgeführt werden. Der Verein konnte ein weiteres Stück zum 11. Stiftungsfest 1890 von Bosse aufführen, in dem er es unternahm, gewissermaßen das Programm des Vereins auf die Bühne zu bringen. Das Stück hatte den Titel: Die Arbeitervereine haben doch eine Zukunft! Es wurde in vielen deutschen Arbeitervereinen aufgeführt. Er hat auch ein Maifestspiel geschrieben, das 1890 im Arbeiterverein zum 1. Mai aufgeführt wurde, worin er den „Achtstundentag“ forderte.
Neben Ausflügen gab es auch viele Feste. Sie wurden mehrfach jährlich als Stiftungs-, Gesangs-, Sommer- oder Turnfeste gefeiert. Um möglichst vielen Arbeitern die Möglichkeit zu geben, an der Fortbildung teilzunehmen, eröffnete man am 24. März 1889 eine Zweigstelle des Fortbildungsvereins in Lindenau. Allmählich hatte man doch in den Regierungskreisen die Überzeugung gewonnen, dass eine dauerhafte gänzliche Unterdrückung der Arbeiterorganisationen weder möglich noch heilsam sei.

### Arbeiterverein Leipzig
Nach der Aufhebung des Sozialistengesetzes nahm der Verein am 31. Oktober 1890 den Namen Arbeiterverein Leipzig an, um dem Irrtum vorzubeugen, als handle es sich um eine Wohlfahrtseinrichtung von irgendwelchen Menschenfreunden für die Arbeiter. Der Verein war nun neben dem neu gegründeten „Sozialdemokratischen Verein“ tätig. Der Arbeiterverein Leipzig stand nicht unter Leitung der Partei und es gab auch keine Konflikte zwischen ihm und dem Sozialdemokratischen Verein bezüglich der Durchführung der Aufgaben der Gesamtpartei. Ende 1891 konnte das dritte Vereinslokal in Neuschönefeld eröffnet werden. Weitere Vereine gründeten sich in Thonberg, Connewitz, Gohlis, Kleinzschocher, Anger-Crottendorf und das neunte Vereinslokal in Eutritzsch. Damit war der Kreis der Vereinslokale in Leipzig geschlossen.
Zum 14. Stiftungsfest 1893 in der Tonhalle konnte man Wilhelm Liebknecht als Festredner gewinnen. Von Bosse kam das Theaterstück „Der Kampf um die Wissenschaft“ zur Aufführung. Die einzelnen Zweigstellen strebten nach Selbständigkeit und wollten unabhängig sein, deshalb beschloss man in der Hauptversammlung vom 31. Dezember 1897 eine Teilung des Vereins. Man kam überein, alle Vereinslokale vom Arbeiterverein abzutrennen. Als Folge gingen die Vorträge zurück. Dahingegen wurden im Unterrichtswesen auf dem Gebiet der Naturwissenschaft und der Volkswirtschaft Kurse eingeführt, mit sehr gutem Erfolg. Auch einen Kurs in der Maschinentechnik konnte man anbieten. Die Fremdsprachen und das Zeichnen verschwanden ganz vom Lehrplan des Arbeitervereins, da eine mangelnde Zahl an Teilnehmern vorherrscht und sich wirtschaftliche Verhältnisse des Arbeiters schnell ändern. Die geringe Anzahl der Vorträge konnte durch Diskussionsabende ergänzt werden.
In den zurückliegenden Jahren bildete sich ein Männerchor, ein gemischter Chor, eine dramatische Abteilung, eine Turnabteilung, eine Abteilung für Stenografie, und es bildete sich eine Abteilung für Radfahrer. Nach Aufhebung des Sozialistengesetzes 1890 umfasste die Bibliothek 1800 Bände. Diese wuchs bis 1894 auf 2421 Bände an. Im Lesezimmer gab es reichliche Literatur wie Zeitungen und Zeitschriften, politische Blätter verschiedener Parteien, Gewerkschaftsblätter und Kunstzeitschriften. Auch Satire und Humor waren vertreten.
Bis zum Juli 1891 war Friedrich Bosse 1. Vorsitzender des Vereins. Dieses Amt übernahm dann Heinrich Lange bis zum 23. April 1894. In dieser Zeit war Bosse Geschäftsführer des Vereins. Er leitete ihn dann wieder bis zur Auflösung im Jahr 1907. Der Verein besaß in den Jahren 1894–1895 ein eigenes Mitteilungsblatt, die Sturmglocken, mit dem Untertitel „Organ für sozialdemokratische Arbeiter- und Volksbildungsvereine“.
Die Tätigkeiten in den Jahren 1896 bis 1904 wurden vor allem durch die Dunckerschen Kurse in Volkswirtschaft, durch die Herausgabe der Zeitschrift „Der Freier Bund“ Ende 1898 bis 1902 und durch die Heranziehung der proletarischen Jugend an die Vereinsarbeit bestimmt.
Im Jahr 1904, zum 25. Jubiläum, hielt Heinrich Lange die Festrede im Saal des Sanssouci. Besonderes Lob wurde Friedrich Bosse zuteil, der dem Verein 25 Jahre vorstand.
Am 16. Februar 1907 fand das 28. und letzte Stiftungsfest des Vereins im Volkshaus statt.

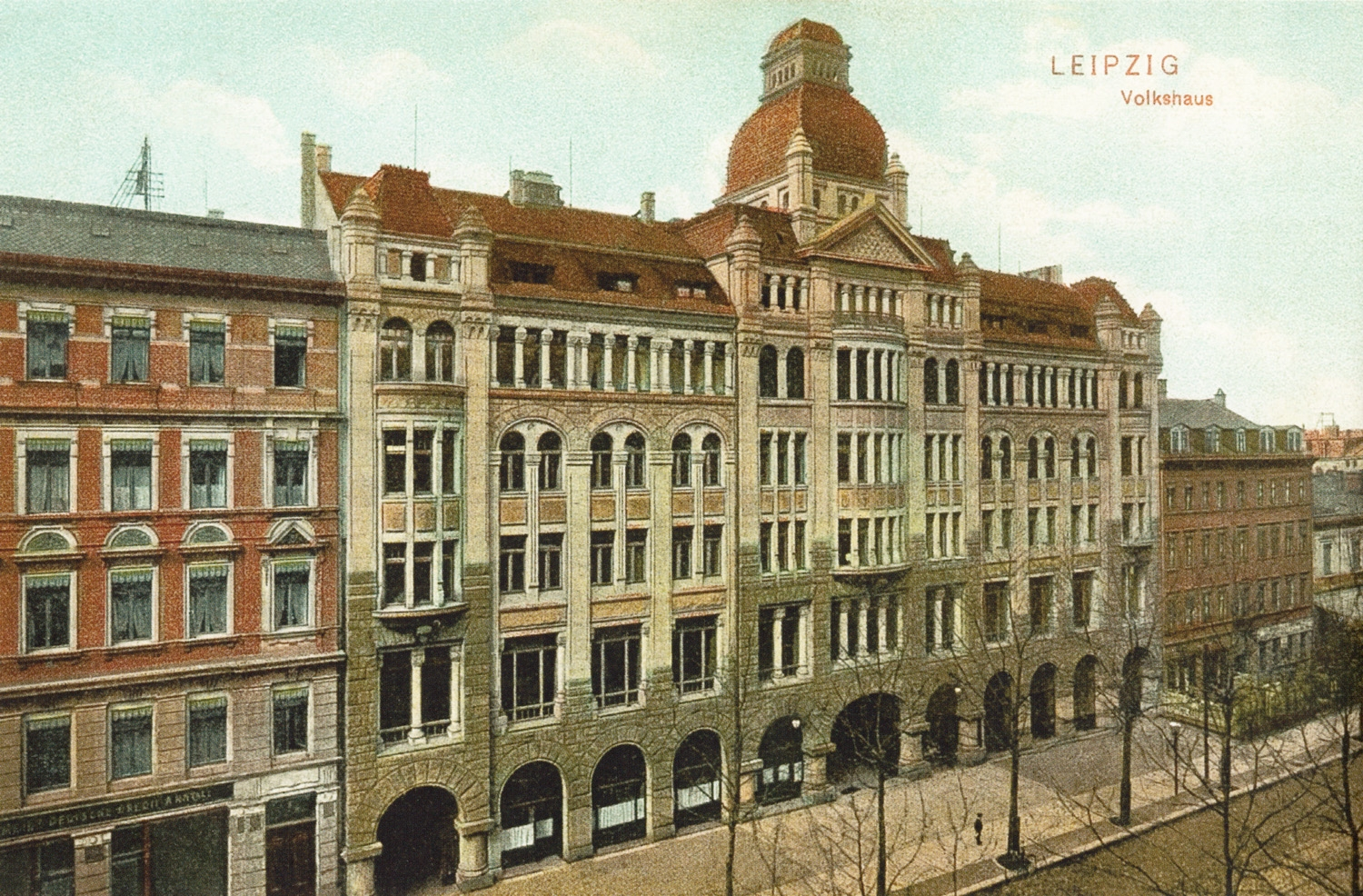
Der Volkshaus-Bau von 1906

Nach dem Mannheimer SPD-Parteitag wurde 1907 das Allgemeine Arbeiterbildungsinstitut (ABI) gegründet. Unter diesen Aspekten wurden Diskussionen in diesem Jahr vorwiegend vom Thema „Auflösung des Vereins“ bestimmt. In der Mitgliederversammlung vom 7. Februar 1907 stand die Auflösung des Vereins zur Diskussion. Es gab zwei Strömungen: Die erste, zu der auch Bosse und Lange gehörten, die die Auflösung des Vereins für richtig fanden, um einer breiten, einheitlichen Bildungsarbeit unter der Führung der Partei nicht im Wege zu stehen. Die zweite Gruppe von Vereinsmitgliedern – die „stehengeblieben“ waren und die neuen politischen Erfordernisse nicht begriffen – verharrten auf ihrem Standpunkt, dass der Verein in der alten Form bestehen bleiben müsse.
Nach längerer Debatte beschloss man mit 153 gegen 76 Stimmen, den Arbeiterverein nicht aufzulösen, sondern zu verschmelzen. Der Arbeiterbildungsverein Leipzig wurde mit dem Sozialdemokratischen Verein für den 12. sächsischen Wahlkreis (Leipzig Stadt) am 1. April 1907 verschmolzen. Ein erstes Ergebnis der Reorganisation war die Zentralisation des Bibliothekswesens durch die Schaffung einer Zentralbibliothek im Volkshaus, die am 21. April 1907 festlich eröffnet wurde. Die Bibliothek besaß zu dieser Zeit 4000 Bände. Die bildungs- und bildungspolitische Arbeit sowie der weitere Aufbau von Jugendorganisationen wurden fortan vom Arbeiterbildungsinstitut übernommen.